# Dialeurodes drypetesi
Dialeurodes drypetesi là một loài côn trùng cánh nửa trong họ Aleyrodidae, phân họ Aleyrodinae.
Dialeurodes drypetesi được Martin & Mound miêu tả khoa học đầu tiên năm 2007.